# 金子ゆかり
金子 ゆかり（かねこ ゆかり、1958年（昭和33年）8月28日 - ）は、日本の政治家。長野県諏訪市長（3期）。元長野県議会議員（3期）。学位は公共経営修士（専門職）。

## 来歴
長野県諏訪市出身。諏訪市立城南小学校、諏訪市立上諏訪中学校、長野県諏訪二葉高等学校卒業。1981年（昭和56年）3月、慶應義塾大学法学部政治学科卒業。同年、株式会社服部セイコー（現セイコーグループ株式会社）に入社。
1994年（平成6年）、母が重病の宣告を受け、看病のため退社し帰郷。父である金子松樹・県議会議員の秘書を務める。
1999年（平成11年）4月、長野県議会議員選挙に出馬し初当選。2003年（平成15年）の県議選は落選。
2005年（平成17年）3月、早稲田大学大隈記念大学院公共経営研究科専門職学位課程公共経営学専攻修了。公共経営修士（専門職）の学位を取得する。
2007年（平成19年）の県議選で返り咲く。2011年（平成23年）で通算3期目の当選。
2015年（平成27年）1月18日、諏訪市長選挙への出馬を正式表明。4月、県議を辞職。4月19日公示、4月26日投票の諏訪市長選挙に無所属（自由民主党・公明党推薦）で出馬。無投票で初当選。これにより長野県内初めての女性市長が誕生した。5月1日、市長就任。
2019年（平成31年）、無投票により再選。
2023年（令和5年）、無投票により再選。

## 市政

### 小中一貫教育
2018年（平成30年）3月30日、市内に11校ある小中学校の再編を目指す「未来創造ゆめスクールプラン 基本構想」を発表。2019年（平成31年）3月31日には小中一貫教育学校（義務教育学校）の具体的な計画案である「未来創造ゆめスクールプラン 基本計画」を発表した。
2021年（令和3年）3月31日、高島小学校と城北小学校が閉校。2校は統合され、同年4月1日に高島小学校は「諏訪市立上諏訪小学校」となった。それとともに、隣接する上諏訪中学校との施設併設型の小中一貫教育が開始された。
2023年（令和5年）4月1日、全市立小中学校で小中一貫教育を開始した（下図参照）。校舎が離れた「施設分離型」の小中学校でも小学５、６年生に教科担任制を導入するなど取り組みが進められた。市は、構想を発表した2018年から30年かけて、市内にある小学校6校、中学校4校を再編し、「東部地区」「南部地区」「西部地区」に施設一体型小中一貫校を1校ずつ設置するという計画（市全体で3校）を立てている。
同年6月12日、金子は市議会定例会の施政方針演説で、南部地区にある四賀小学校と中洲小学校、諏訪南中学校を統合し、新たに整備する施設一体型小中一貫校の候補地を諏訪南中学校敷地とする意向を示した。
| 地区                    | 小学校       | 中学校       | 内容                                                                                  |
| ----------------------- | ------------ | ------------ | ------------------------------------------------------------------------------------- |
| 東部地区 【施設併設型】 | 上諏訪小学校 | 上諏訪中学校 | 2021年4月1日、城北小と高島小を統合した「上諏訪小学校」が旧高島小校舎に開校。          |
| 東部地区 【施設分離型】 | 城南小学校   | 諏訪中学校   |                                                                                       |
| 南部地区                | 四賀小学校   | 諏訪南中学校 | 2023年6月12日、市は、施設一体型小中一貫校の候補地を諏訪南中学校敷地とする意向を発表。 |
| 南部地区                | 中洲小学校   | 諏訪南中学校 | 2023年6月12日、市は、施設一体型小中一貫校の候補地を諏訪南中学校敷地とする意向を発表。 |
| 西部地区                | 湖南小学校   | 諏訪西中学校 |                                                                                       |
| 西部地区                | 豊田小学校   | 諏訪西中学校 |                                                                                       |